# Giuseppe Iannello
Giuseppe Iannello (Vibo Valentia, 2 gennaio 1953) è un politico e notaio italiano.

## Biografia
Nato a Vibo Valentia nel 1953, si è laureato in giurisprudenza nel 1976 all'Università degli Studi di Napoli Federico II. Si iscrive all'albo dei Collegi notarili riuniti di Catanzaro, Crotone, Lamezia Terme e Vibo Valentia, e inizia a esercitare la professione di notaio dal 1982. Dal 1991 al 1998 è membro del Consiglio nazionale del notariato. Dal 1998 è iscritto all'albo del Collegio notarile di Parma.
Impegnato in politica, è stato consigliere comunale a Vibo Valentia e il primo sindaco della città eletto direttamente dai cittadini dal luglio 1994 al maggio 1997. Ricandidato nel novembre 1997, ottiene solo il 19,34% dei voti e non accede al ballottaggio, ma ottiene il suo seggio da consigliere comunale.